# Троицк (Тайшетский район)
Троицк — деревня в Тайшетском районе Иркутской области России. Входит в состав Зареченского муниципального образования. Находится примерно в 29 км к западу от районного центра.

## Население
По данным Всероссийской переписи, в 2010 году в деревне проживали 132 человека (62 мужчины и 70 женщин).